# 水の壁

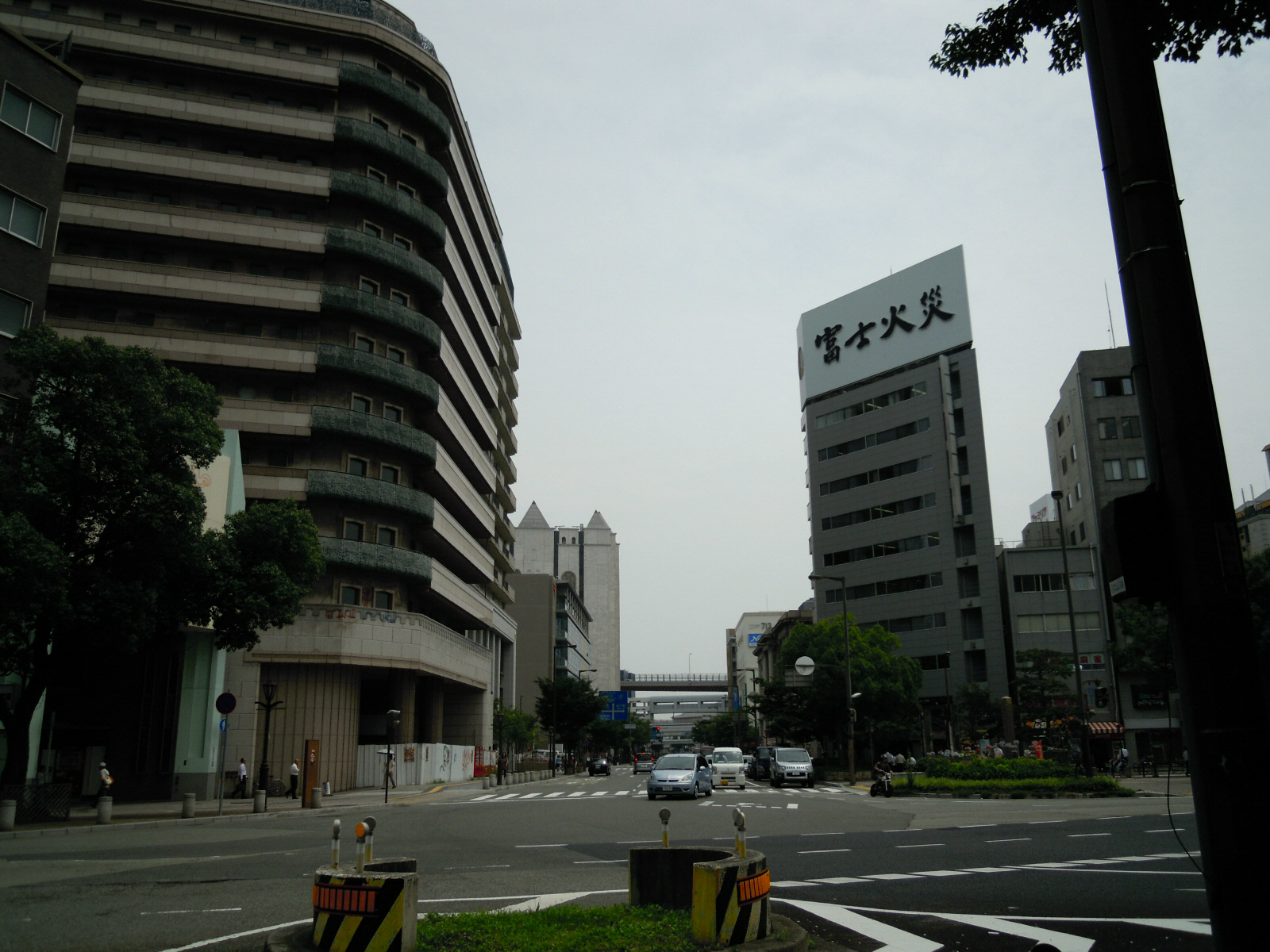

水の壁（みずのかべ）は、兵庫県神戸市中央区のモニュメント。

## 概要
神戸市では神戸ハーバーランドの完成と共に、その玄関口である元町西広場のリニューアルプランの公開コンペが募集される。これの最優秀作品に選ばれて建設されたモニュメントである。このコンペでは水、緑、光の演出で人々の憩いの場とすることが趣旨とされていた。このモニュメントは高さ4メートル、長さ50メートルのアクリルの水槽で、広場を半円形に取り囲むという形であった。その水槽の中に水をあふれさせて、水中より変化する気泡を湧き上がらせて都市計画の魅力を創出していた。
これが建設された時期の傾向として、ハイテク技術を使うことで演出効果を高めたり神秘的な空間を創り出したりすることで、都市空間の景観形成に多種多様な試みが行われていた。この水の壁は当時の景観施設に求められていた多くの要素が取り入れられた安らぎの空間であった。水槽の中に気泡が漂っていたのが、急に幅が30メートルの滝になるなど様々な表情を見せていた。夜にはライトアップされて泡が銀色にきらめき、幻想的な世界を創出していた。
水の壁が建造された場所には元々はD51が設置されていたのであったが、1992年に別の場所に移設して水の壁が設置されていた。阪神・淡路大震災より停止して稼動しなくなり、内部には苔が大量発生して、年間維持費が400万円ほどかかっていた。2002年ごろにオブジェの外枠だけを残して植栽スペースを拡大して再リニューアルされた。